# Cletocamptus retrogressus
Cletocamptus retrogressus is een eenoogkreeftjessoort uit de familie van de Canthocamptidae. De wetenschappelijke naam van de soort is voor het eerst geldig gepubliceerd in 1875 door Shmankevich.